# Scirpophaga flavidorsalis
Scirpophaga flavidorsalis là một loài bướm đêm trong họ Crambidae.